# Chaim (Holocaustopfer)
Chaim (Nachname unbekannt; * um 1930 in Sędziszów, Powiat Ropczycko-Sędziszowski, Woiwodschaft Karpatenvorland, Polen; † um 1945 in Pustków bei Dębica, Woiwodschaft Karpatenvorland, Polen) war ein polnischer Bauernsohn, der von der Wehrmacht zusammen mit Tausenden anderen jungen Juden ins Lager Pustków gebracht und hier an einem unbekannten Datum von Nationalsozialisten getötet wurde. Bei seinem Tod war er 14 Jahre alt.

## Abschiedsbrief
Der durch den Stacheldraht gesteckte Abschiedsbrief von Chaim wurde von einem Bauern gefunden, der den Eltern den Brief von Chaim gab. Der Brief von Chaim ist in dem Sammelband Lettere di condannati a morte della Resistenza Europea (Letzte Briefe zum Tode Verurteilter aus dem europäischen Widerstand) dokumentiert.
Der italienische Komponist Luigi Nono wählte für den Text seines 1956 geschriebenen Chorwerkes Il canto sospeso aus dem Sammelband zehn Abschiedsbriefe von Frauen, Männern und Jugendlichen – unter anderem auch den Brief von Chaim an seine Eltern. Das Verlesen des Abschiedsbriefs von Chaim war Teil der Konzertaufführung von Luigi Nonos Komposition Il canto sospeso mit Claudio Abbado und den Berliner Philharmonikern in der Berliner Philharmonie im Dezember 1992. Die Aufzeichnung des Konzerts ist die Basis des sogenannten Nonoprojekts – eine Initiative von Claudio Abbado und einem Freundeskreis IncontriEuropei für Schulen in Europa, deren Trägerschaft später im Jahr 2001 von der Fondazione L’Unione Europea Berlin übernommen wurde.
Der Abschiedsbrief von Chaim ist in der Konzertaufzeichnung Il canto sospeso sowie in dem Unterrichtsprojekt mit folgendem Auszug dokumentiert:

„Meine lieben Eltern!
Wenn der Himmel Papier und alle Meere der Welt Tinte wären,
könnte ich Euch mein Leid und alles, was ich rings um mich sehe, nicht beschreiben.
Das Lager befindet sich auf einer Lichtung. Vom frühen Morgen an treibt man uns in den Wald zur Arbeit. Meine Füße bluten, weil man mir die Schuhe weggenommen hat. Den ganzen Tag arbeiten wir, fast ohne zu essen, und nachts schlafen wir auf der Erde – auch die Mäntel hat man uns weggenommen.
Jede Nacht kommen betrunkene Soldaten und schlagen uns mit Holzstöcken, mein Körper ist schwarz von blutunterlaufenen Flecken wie ein angekohltes Stück Holz. Bisweilen wirft man uns ein paar rohe Karotten oder eine Runkelrübe hin, und es ist eine Schande: Hier prügelt man sich, um ein Stückchen oder ein Blättchen zu erwischen. Vorgestern sind zwei Buben ausgebrochen, da hat man uns in eine Reihe gestellt, und jeder Fünfte der Reihe wurde erschossen. Ich war nicht der Fünfte, aber ich weiß, dass ich nicht lebend von hier fortkomme.
Ich sage allen Lebewohl und weine.“

Übersetzungen des hier zitierten Briefes von Chaim sind in mehreren Sprachen in dem interaktiven italienischen Portal Canzoni contro la guerra enthalten.

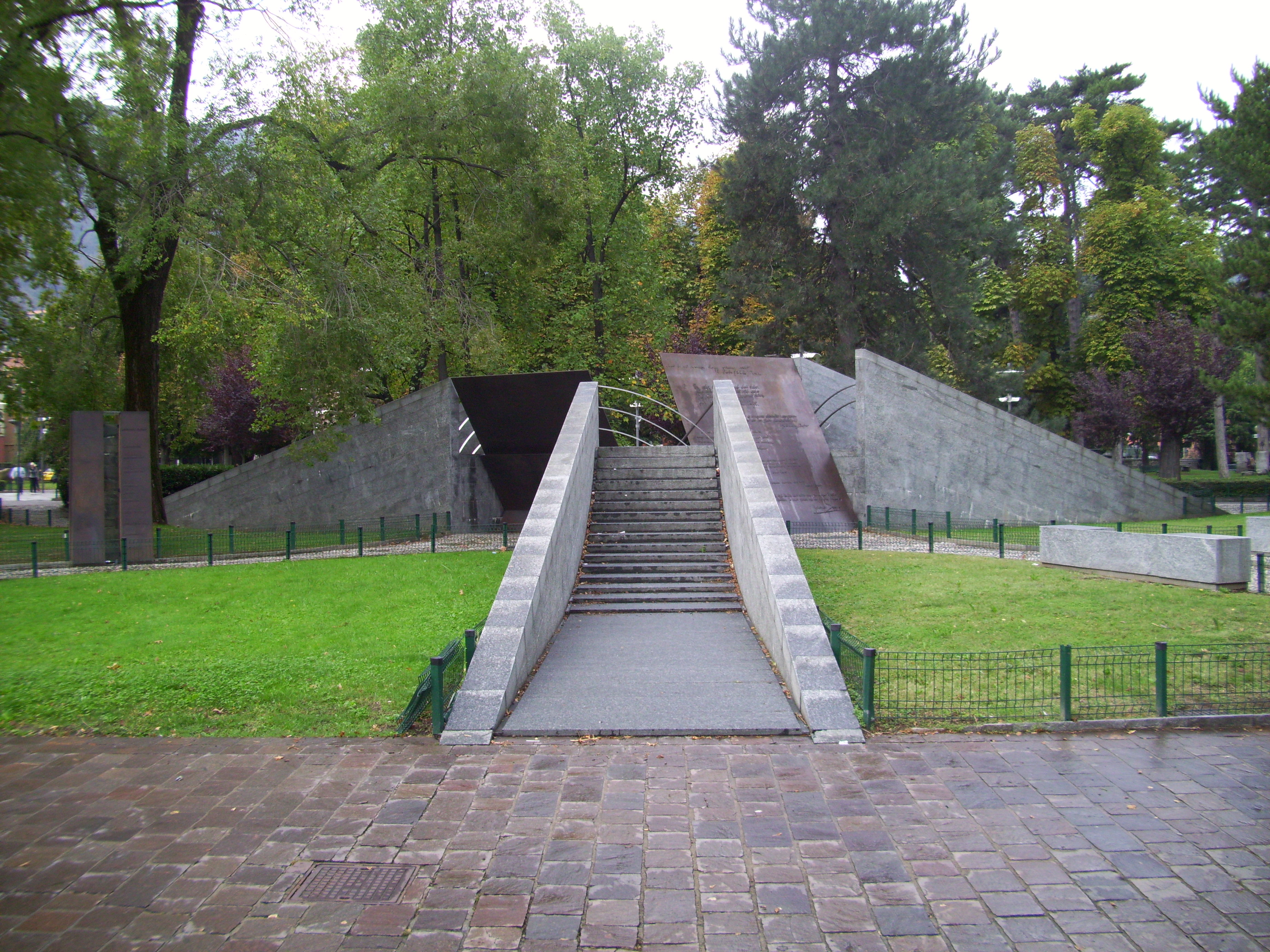
Monumento alla Resistenza europea in Como

Ein Auszug des Briefs von Chaim steht auf einer der Tafeln der Gedenkstätte in Como im Stadtgarten am Seeufer (Lungolago Mafalda di Savoia), die am 28. Mai 1983 zur Erinnerung an den europäischen Widerstand gegen das NS-Regime als Monumento alla Resistenza Europea eingeweiht wurde. Das Monument besteht aus drei im Kreis angeordneten Marmortreppen, die den Weg in die Arbeits- und Vernichtungslager symbolisieren sollen. In der Mitte der Treppen stehen drei schräg im Boden verankerte Stahlplatten, auf denen achtzehn kurze Passagen aus den letzten Briefen zum Tode verurteilter europäischer Widerstandskämpfer in ihrer jeweiligen Originalsprache eingelassen sind. Die Texte stammen aus den Lettere di condannati a morte della resistenza europea, erstmals veröffentlicht im Verlag Giulio Einaudi 1954 in Turin.